# Кастане (Аверон)
Кастане́ (фр. и окс. Castanet) — коммуна во Франции, находится в регионе Окситания. Департамент — Аверон. Входит в состав кантона Бараквиль-Совтер. Округ коммуны — Родез.
Код INSEE коммуны — 12059.
Коммуна расположена приблизительно в 510 км к югу от Парижа, в 105 км северо-восточнее Тулузы, в 24 км к западу от Родеза.

## Население
Население коммуны на 2008 год составляло 573 человека.
| 1962 | 1968 | 1975 | 1982 | 1990 | 1999 | 2007 |
| ---- | ---- | ---- | ---- | ---- | ---- | ---- |
| 682  | 802  | 734  | 656  | 591  | 524  | 573  |

## Администрация
| Период | Период | Фамилия        | Партия | Примечания |
| ------ | ------ | -------------- | ------ | ---------- |
| 1983   | 2001   | Жан-Луи Деваль |        |            |
| 2001   |        | Клод Бу        |        |            |

## Экономика
В 2007 году среди 315 человек в трудоспособном возрасте (15—64 лет) 244 были экономически активными, 71 — неактивными (показатель активности — 77,5 %, в 1999 году было 63,0 %). Из 244 активных работали 236 человек (124 мужчины и 112 женщин), безработных было 8 (5 мужчин и 3 женщины). Среди 71 неактивных 20 человек были учениками или студентами, 30 — пенсионерами, 21 были неактивными по другим причинам.